# Dekstranomer
Dekstranomer (łac. dextranomerum) – organiczny związek chemiczny, usieciowany kopolimer dekstranu, który przyspiesza gojenie ran oraz tworzenie blizn. Lek wchłania wydzielinę z rany, oczyszcza ją, zmniejsza ból i obrzęk, oddziela tkanki martwicze.

## Wskazania
- trudno gojące się rany
- rany pooperacyjne i pourazowe
- oparzenia
- owrzodzenia
- odleżyny
- zmiany martwicze skóry
- zmiany troficzne w przebiegu stopy cukrzycowej

## Przeciwwskazania
- nadwrażliwość na lek
- suche, głębokie i trudno dostępne rany

## Działania niepożądane
- ból w miejscu zastosowania
- reakcje uczuleniowe

## Preparaty
- Acudex – proszek

## Dawkowanie
Zewnętrznie, według zaleceń lekarza. Zwykle po oczyszczeniu zmienionej chorobowo powierzchni  wodą utlenioną lub 0,9% roztworu NaCl, przysypać obficie zasypką i założyć jałowy opatrunek. Zabieg należy powtarzać do 5 razy dziennie, w zależności od nasilenia zmian.